# Deggenhausertal
Deggenhausertal ist eine Gemeinde im Bodensee-Hinterland, etwa neun Kilometer nördlich von Markdorf und Salem im Bodenseekreis in Baden-Württemberg.

## Geographie

### Geographische Lage
Die Gemeinde Deggenhausertal liegt im Norden des Bodenseekreises, eingebettet zwischen Gehrenberg (751,9 m ü. NHN), Höchsten (842,6 m ü. NHN) und Heiligenberg (ca. 815 m ü. NHN), an der Grenze zu den Landkreisen Sigmaringen und Ravensburg. Mit einer Fläche von 62,18 km² ist sie eine der größten Gemeinden im Bodenseekreis. Das Gemeindegebiet erstreckt sich in hügeliger Landschaft mit seinen beiden Tälern auf Höhen zwischen 456 m und 833 m ü. NHN. 96 % der Gemeindefläche werden land- oder forstwirtschaftlich genutzt.

### Gemeindegliederung
Die Gemeinde Deggenhausertal setzt sich zusammen aus den sechs Teilorten Deggenhausen (mit Ellenfurt und Obersiggingen), Homberg (mit Azenweiler, Burg, Höge, Limpach, Magetsweiler, Möggenhausen, Oberhomberg, Oberweiler, Unterhomberg, Rubacker, Wahlweiler, Wattenberg und Wippertsweiler), Roggenbeuren, Untersiggingen (mit Eggenweiler, Eschle, Grünwangen und Riedetsweiler), Urnau (mit Fuchstobel) und Wittenhofen (mit Harresheim, Kaltbächle, Lellwangen, Mennwangen, Sinnenberg und Wendlingen).
| Wappen         | Teilort        | Einwohner (Stand: Juli 2022) | Fläche |
| -------------- | -------------- | ---------------------------- | ------ |
| Deggenhausen   | Deggenhausen   | 986                          | ?      |
| Homberg        | Homberg        | 823                          | ?      |
| Roggenbeuren   | Roggenbeuren   | 190                          | ?      |
| Untersiggingen | Untersiggingen | 820                          | ?      |
| Urnau          | Urnau          | 406                          | ?      |
| Wittenhofen    | Wittenhofen    | 1288                         | ?      |

## Geschichte
Die verschiedenen Dörfer der heutigen Gemeinde Deggenhausertal gehörten bis Anfang des 19. Jahrhunderts zur Landgrafschaft Heiligenberg, zum Domkapitel zu Konstanz und zum Kloster Salem. Mit der Säkularisation und der Mediatisierung fielen sie an Baden.
Deggenhausen

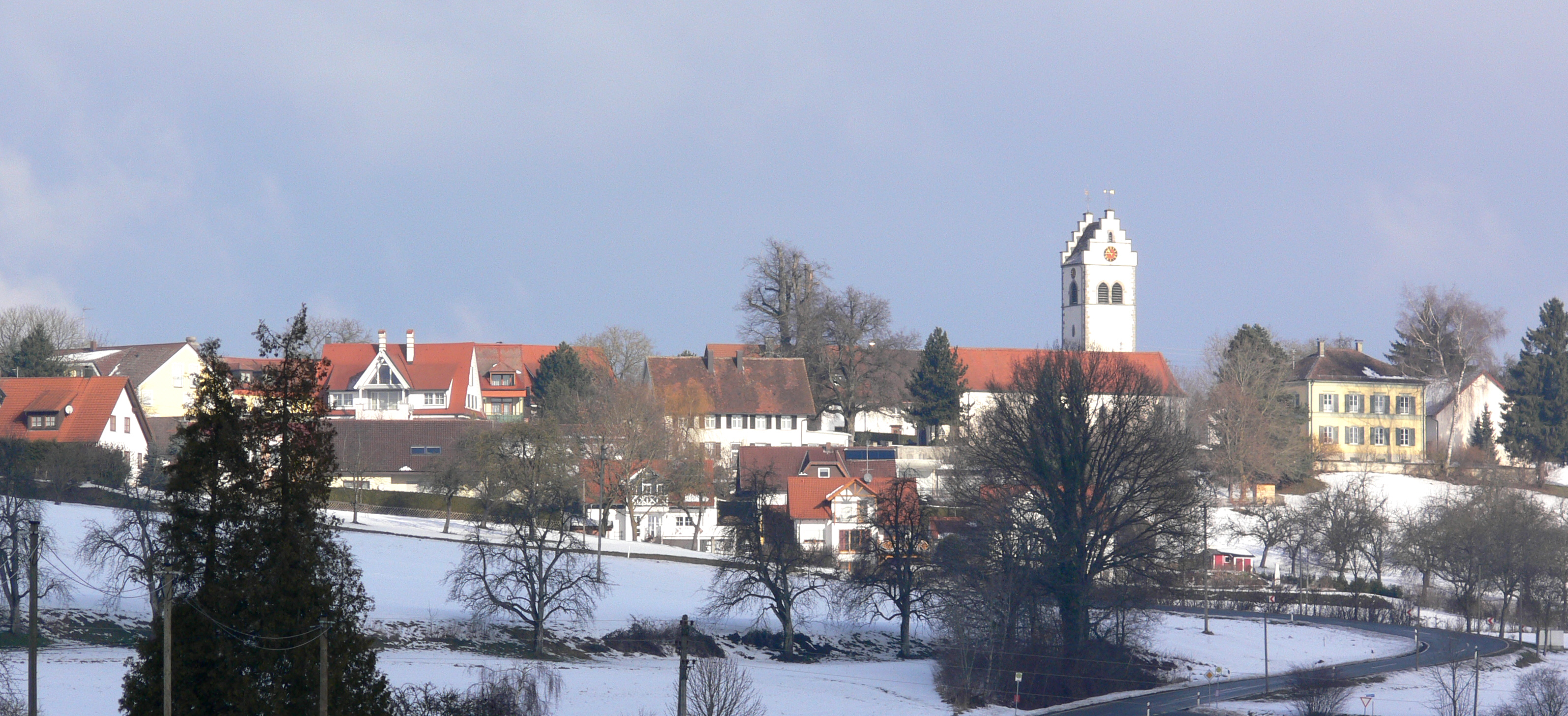
Limpach

Nach dem Aussterben der Herren von Deggenhausen verkauften deren Erben das Dorf an den Bischof von Konstanz, der es 1483 mit Obersiggingen an die Grafschaft Heiligenberg verpfändete und 1779 an die Grafschaft Fürstenberg-Heiligenberg verkaufte. Nach dem Reichsdeputationshauptschluss ging Deggenhausen 1806 zu Baden, das es zunächst 1813 dem Bezirksamt Meersburg, später dem Bezirksamt Heiligenberg zuordnete. Ab 1849 gehörte es zum Bezirksamt Pfullendorf und schließlich ab 1857 zum Bezirksamt Überlingen, welches 1938 im Landkreis Überlingen aufging. Seit 1952 gehört es zum neu gegründeten Land Baden-Württemberg.
Homberg
Homberg wurde erstmals 1191 urkundlich erwähnt. Es gehörte von jeher den Grafen von Heiligenberg. 1806 kam es zu Baden.
Roggenbeuren
Roggenbeuren wurde bereits 860 erstmals urkundlich erwähnt. Prähistorische Grabhügel weisen auf eine noch frühere Besiedlung hin. Seit dem 9. Jahrhundert gehörte es dem Kloster St. Gallen. Über den Ritter Konrad von Schmalegg kam Roggenbeuren 1280 an das Konstanzer Domkapitel. Nach der Säkularisation kam der Ort 1803 zu Baden.
Untersiggingen

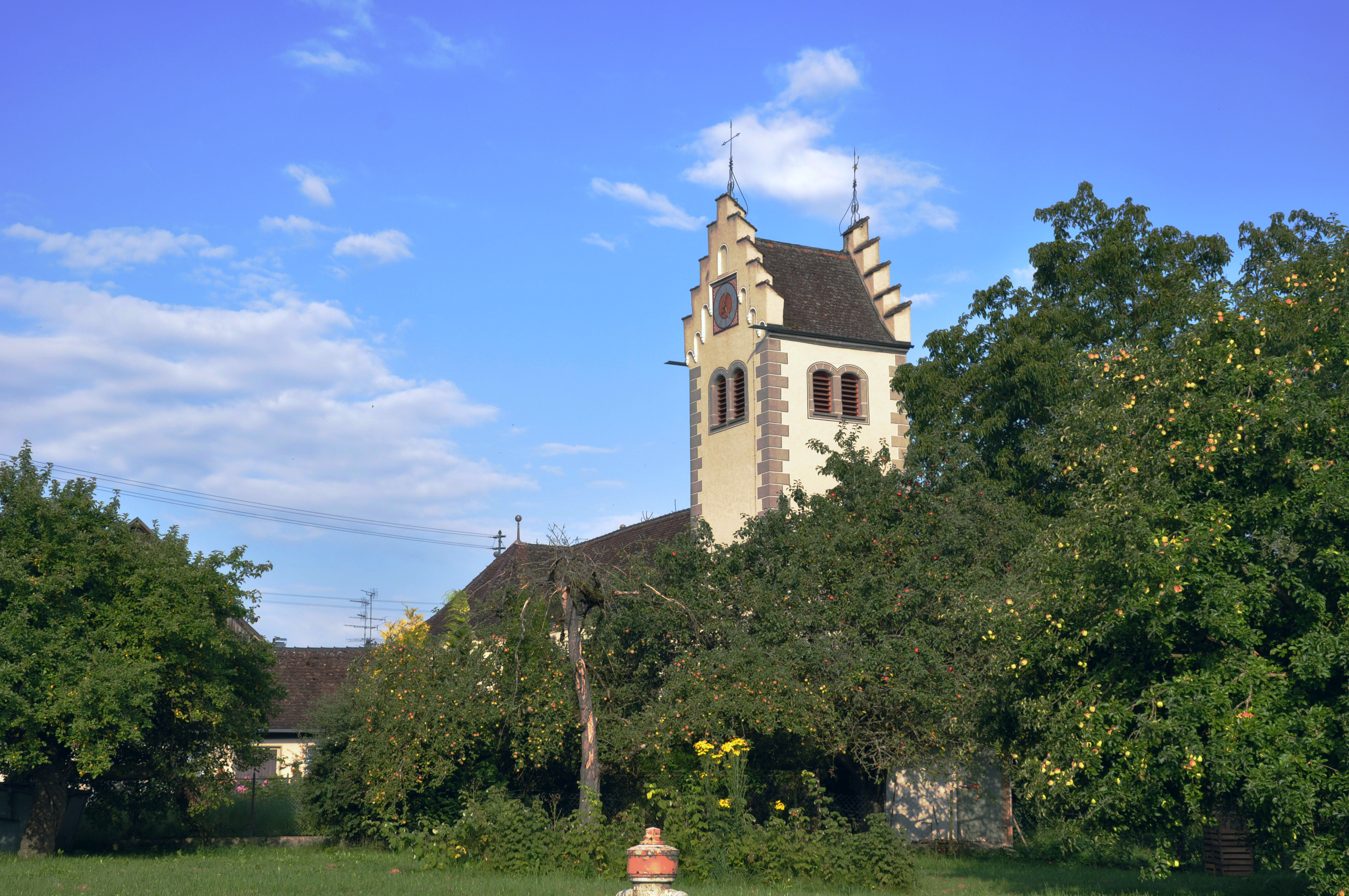
Pfarrkirche Urnau

Bereits 772 wurde Siggingen (Ober- oder Untersiggingen) erstmals urkundlich erwähnt. Auch hier zeugen vorgeschichtliche Grabhügel von einer noch älteren Besiedlung. 1293 kaufte das Kloster Salem große Teile der Gemeinde. Über das Überlinger Spital kam der Ort an die Stadt Überlingen, die Untersiggingen 1779 an die Grafschaft Fürstenberg-Heiligenberg verpfändete. Mit deren übrigen Besitz gelangte es 1806 an Baden.
Urnau

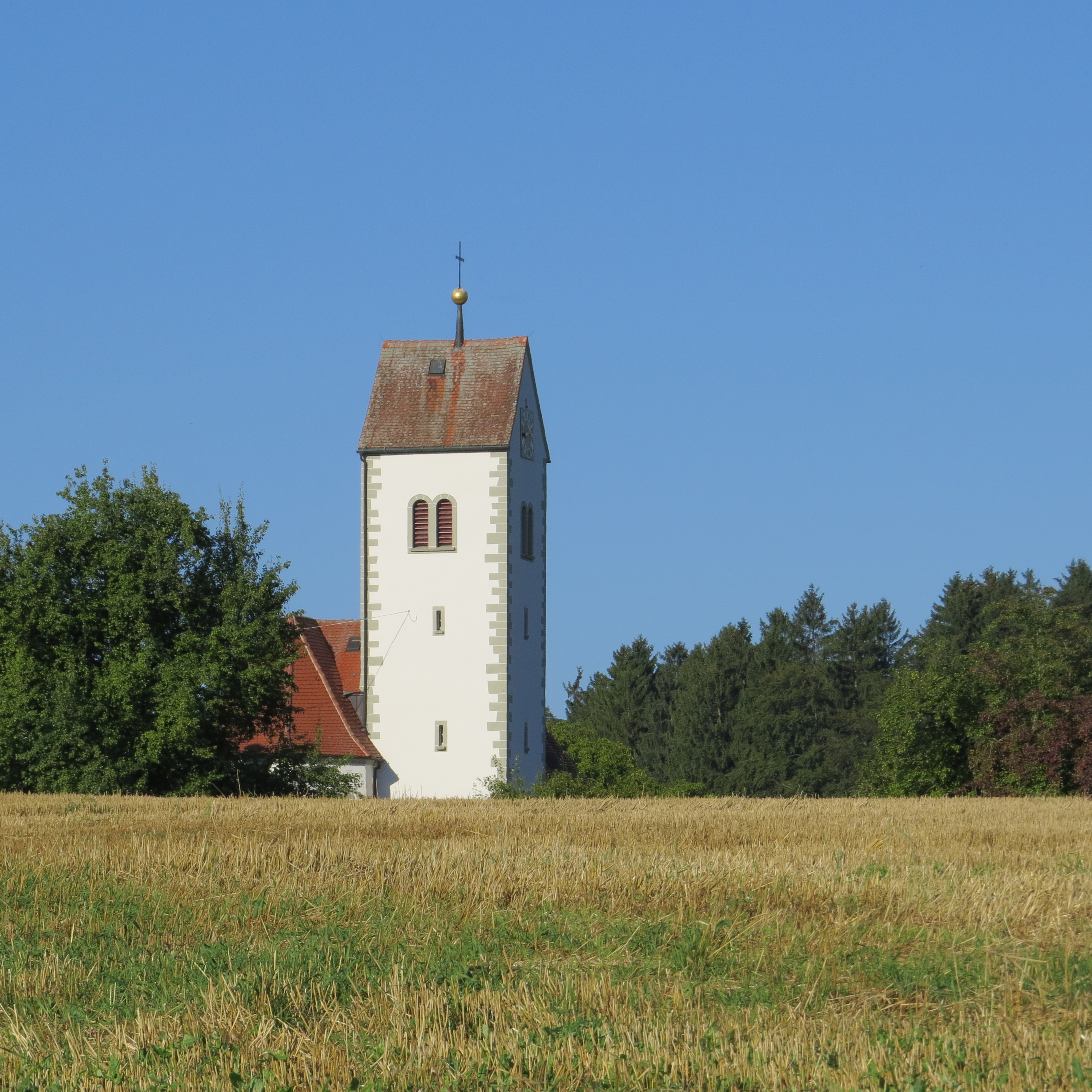
Kirche in Oberhomberg

Urnau wurde erstmals 1094 urkundlich erwähnt, als es an das Allerheiligenkloster in Schaffhausen verkauft wurde. Im 13. Jahrhundert kam es an die Ritter von Schmalegg, die es 1303 an das Kloster Salem veräußerten. Mit der Säkularisation kam der gesamte Klostergrundbesitz und damit auch Urnau 1803 an Baden.
Wittenhofen

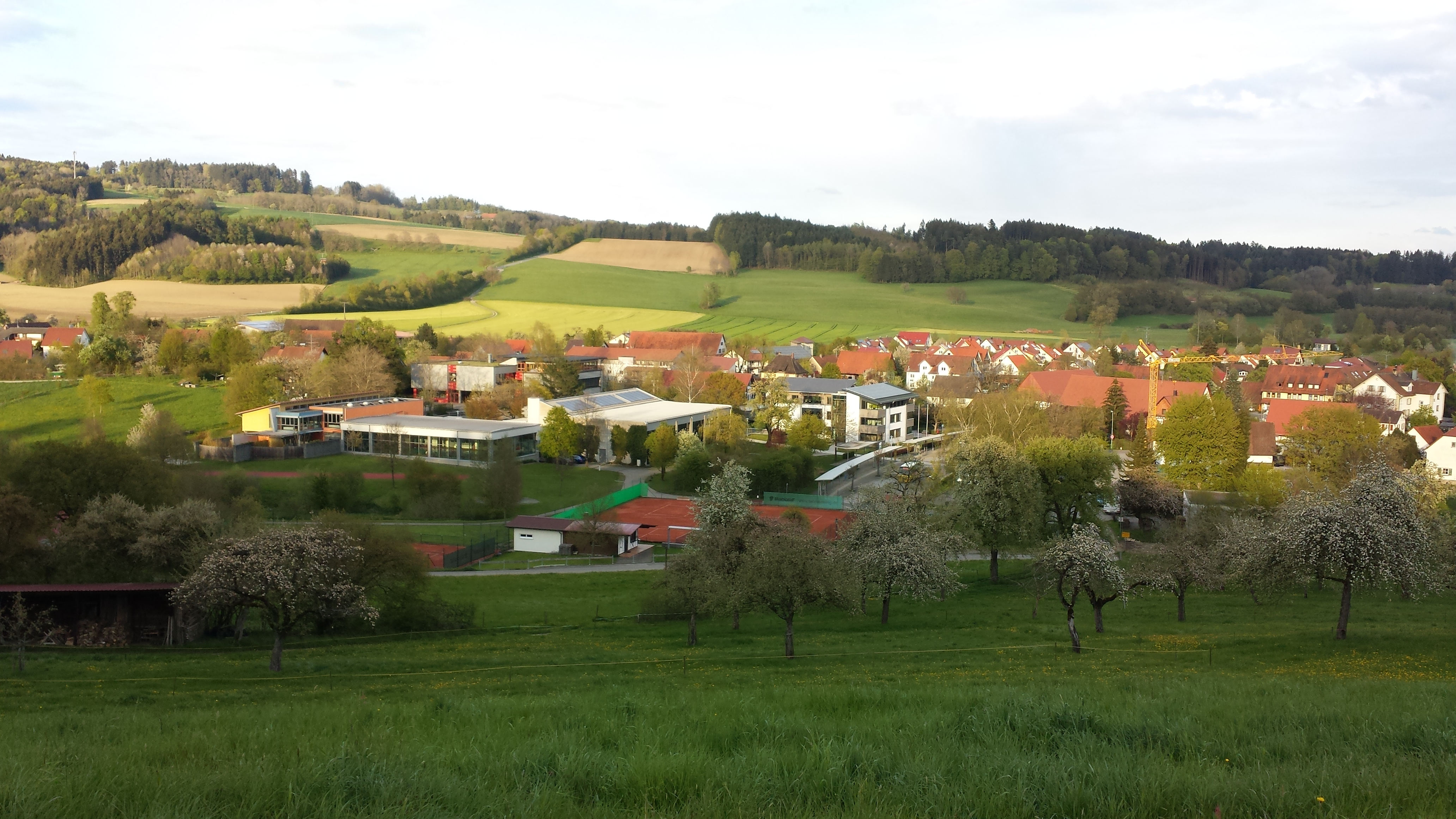
Ortsmitte Wittenhofen

Wittenhofen wurde erstmals 1134 urkundlich erwähnt. Die Herrschaft wurde durch die Grafen von Fürstenberg-Heiligenberg ausgeübt, bis es 1806 zu Baden kam.

### Eingemeindungen
Bis zur baden-württembergischen Gemeindereform 1972 waren Deggenhausen, Homberg, Roggenbeuren, Untersiggingen, Urnau und Wittenhofen selbständige Gemeinden. Mit Wirkung zum 1. Januar 1972 wurden diese zusammen mit einem Dutzend Weiler und zahlreichen Gehöften zur Gemeinde Deggenhausertal zusammengefasst. Die neue Gemeinde gehörte kurzzeitig – wie zuvor alle Gemeinden, aus der sie gebildet wurde – zum Landkreis Überlingen, bevor sie durch die Kreisreform 1973 zum neuen Bodenseekreis kam. Mit der Gemeindereform war die Schließung der Rathäuser der Altgemeinden verbunden. Erster Bürgermeister wurde der ehemalige Bürgermeister von Wittenhofen, Alfons Schmidmeister. 1976 wurden auch sogenannte Zwergschulen mit nur einer oder zwei Klassen aufgelöst. Der Teilort Wittenhofen wurde die zentrale Schaltstelle der neuen Gemeinde: das Bürgerhaus wurde zum Rathaus, und auch die Grund- und Hauptschule hat ihren Sitz in Wittenhofen. 1977 wurde Ellenfurt, bis dahin Ortsteil von Heiligenberg, der Ortschaft Deggenhausen zugeordnet.

### Einwohnerentwicklung
Integriert im Bodenseekreis konnte die Gemeinde vor allem in den letzten 20 Jahren einen Entwicklungsschub verzeichnen, was vor allem an der um 25 Prozent auf 4298 gestiegenen Einwohnerzahl (Stand: 31. Dezember 2010) auszumachen ist.
| Jahr | Einwohnerzahlen |
| ---- | --------------- |
| 1985 | 3.113           |
| 1990 | 3.494           |
| 1995 | 3.773           |
| 2005 | 4.200           |
| 2010 | 4.298           |
| 2015 | 4.209           |
| 2020 | 4.392           |

## Religionen
Sechs römisch-katholische Kirchengemeinden zeugen von der katholischen Prägung der Gemeinde.
Die evangelischen Gläubigen sind nach Markdorf eingepfarrt.

## Politik

### Gemeinderat
Der Gemeinderat in Deggenhausertal besteht aus den 14 gewählten ehrenamtlichen Gemeinderäten und dem Bürgermeister als Vorsitzendem. Der Bürgermeister ist im Gemeinderat stimmberechtigt.
Die Kommunalwahl am 9. Juni 2024 führte zu folgendem Ergebnis. 
| Parteien und Wählergemeinschaften | Parteien und Wählergemeinschaften           | % 2024  | Sitze 2024 | % 2019 | Sitze 2019 | Kommunalwahl 2024 %6050403020100 54,42 % (−4,48 %p)42,94 % (+1,84 %p)2,65 % (n. k. %p) FWCDUFDP20192024 |
| FW                                | Freie Wählervereinigung Deggenhausertal     | 54,42   | 8          | 58,9   | 8          | Kommunalwahl 2024 %6050403020100 54,42 % (−4,48 %p)42,94 % (+1,84 %p)2,65 % (n. k. %p) FWCDUFDP20192024 |
| CDU                               | Christlich Demokratische Union Deutschlands | 42,94   | 6          | 41,1   | 6          | Kommunalwahl 2024 %6050403020100 54,42 % (−4,48 %p)42,94 % (+1,84 %p)2,65 % (n. k. %p) FWCDUFDP20192024 |
| FDP                               | Freie Demokratische Partei                  | 2,65    | 0          | –      | –          | Kommunalwahl 2024 %6050403020100 54,42 % (−4,48 %p)42,94 % (+1,84 %p)2,65 % (n. k. %p) FWCDUFDP20192024 |
| gesamt                            | gesamt                                      | 100,0   | 14         | 100,0  | 14         | Kommunalwahl 2024 %6050403020100 54,42 % (−4,48 %p)42,94 % (+1,84 %p)2,65 % (n. k. %p) FWCDUFDP20192024 |
| Wahlbeteiligung                   | Wahlbeteiligung                             | 71,29 % | 71,29 %    | 71,0 % | 71,0 %     | Kommunalwahl 2024 %6050403020100 54,42 % (−4,48 %p)42,94 % (+1,84 %p)2,65 % (n. k. %p) FWCDUFDP20192024 |

### Bürgermeister
Fabian Meschenmoser (parteilos) wurde am 25. September 2016 zum Bürgermeister von Deggenhausertal gewählt. Er wurde am 22. September 2024 für eine zweite Amtszeit wiedergewählt. Zuvor war von 1984 bis 2016 Knut Simon (CDU) Bürgermeister.

### Verwaltungsverband
Deggenhausertal hat sich mit der Stadt Markdorf und den Gemeinden Bermatingen und Oberteuringen zum Gemeindeverwaltungsverband Markdorf zusammengeschlossen.

### Wappen
| Wappen der Gemeinde Deggenhausertal | Blasonierung: „Unter einem von Silber (Weiß) und Grün im Wolkenschnitt geteilten Schildhaupt in Silber (Weiß) eine nach oben geöffnete schwarze Schere mit U-förmigen Griffen.“ |
| Wappen der Gemeinde Deggenhausertal | Wappenbegründung: Die Gemeinde wurde am 1. Januar 1972 durch Vereinigung von Deggenhausen, Homberg, Roggenbeuren, Untersiggingen, Urnau und Wittenhofen gebildet. In ihrem Wappen erscheint die Schere als die Wappenfigur des Ortsadels von Deggenhausen. Die Wolkenschnitt-Teilung im Schildhaupt soll an den Wolkenbord des fürstenbergischen Wappens und damit an die allen sechs vereinigten Orten gemeinsame fürstenbergische Vergangenheit erinnern. Auf besonderen Wunsch der Gemeinde ist das Blau des fürstenbergischen Wolkenbords allerdings gegen die Farbe Grün vertauscht worden, die auf die land- und forstwirtschaftliche Nutzung des Gemeindegebiets bezogen wird. Das Landratsamt hat das Wappen und die Flagge am 14. April 1977 verliehen. |

### Gemeindepartnerschaft
Seit 24. Mai 1992 besteht eine Partnerschaft mit der hauptsächlich von Donauschwaben bewohnten Gemeinde Császártöltés in Ungarn.

## Kultur und Sehenswürdigkeiten

### Sprache und Mundart
Deggenhausertal liegt im alemannischen Sprachraum, nah an der Grenze zum Schwäbischen.
Auf dem Höchsten gibt es den Schwäbisch-alemannischen Mundartweg.

### Bauwerke

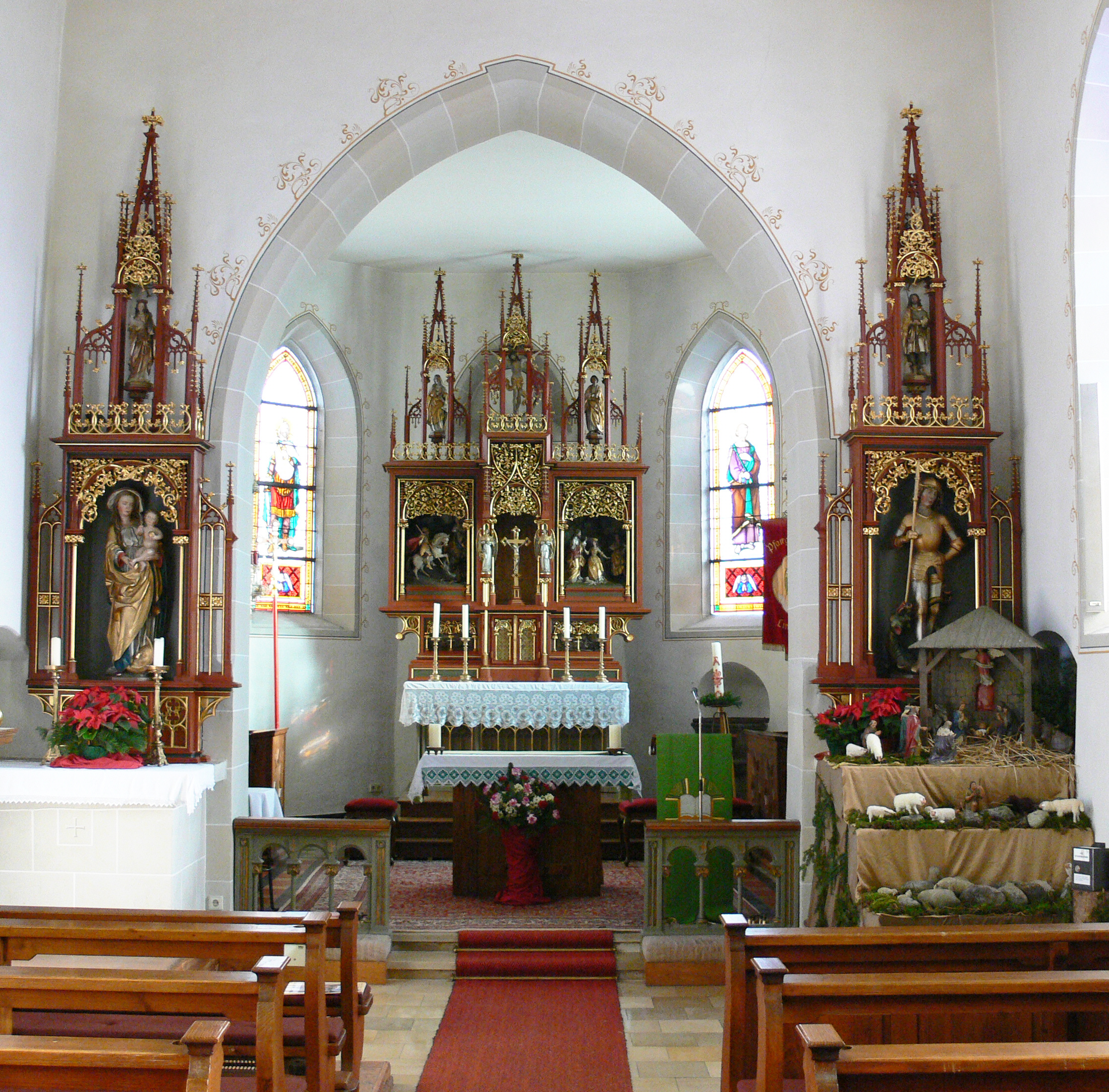
Limpach: Pfarrkirche St. Georg, Hochaltar und Seitenaltäre

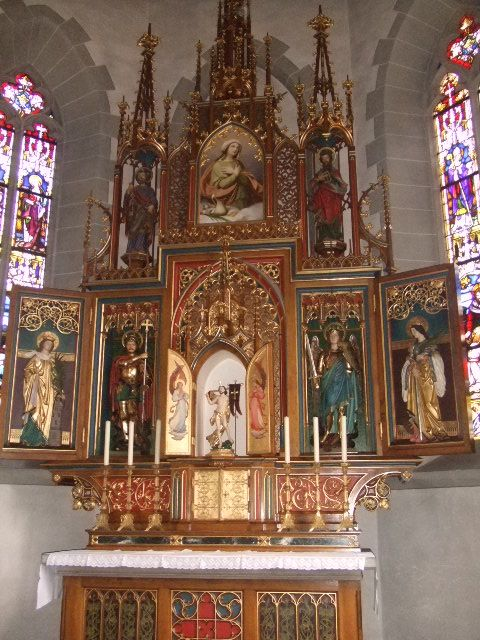
Roggenbeuren: Pfarrkirche St. Verena, Hochaltar

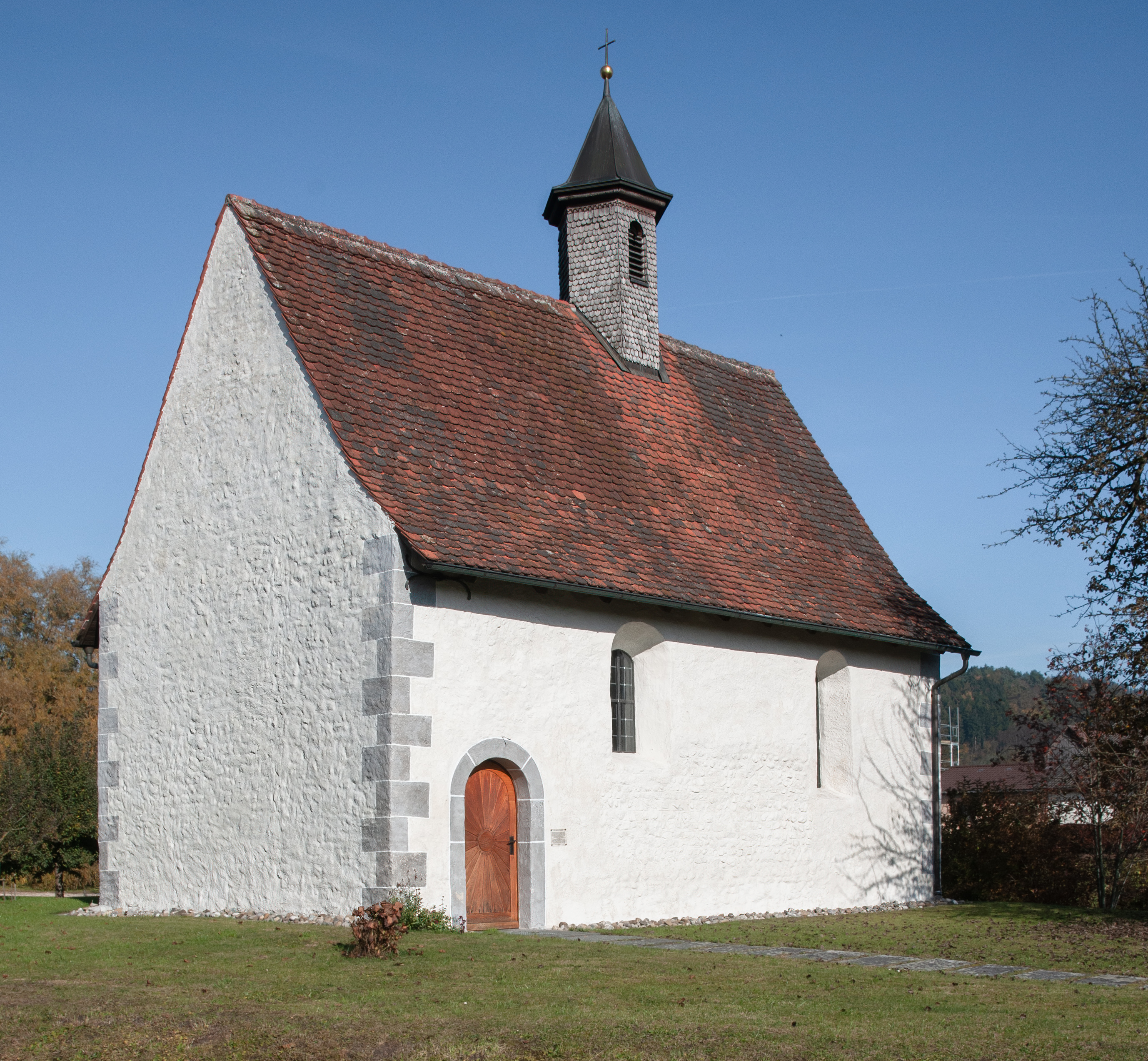
St.-Gallus-Kapelle Wittenhofen

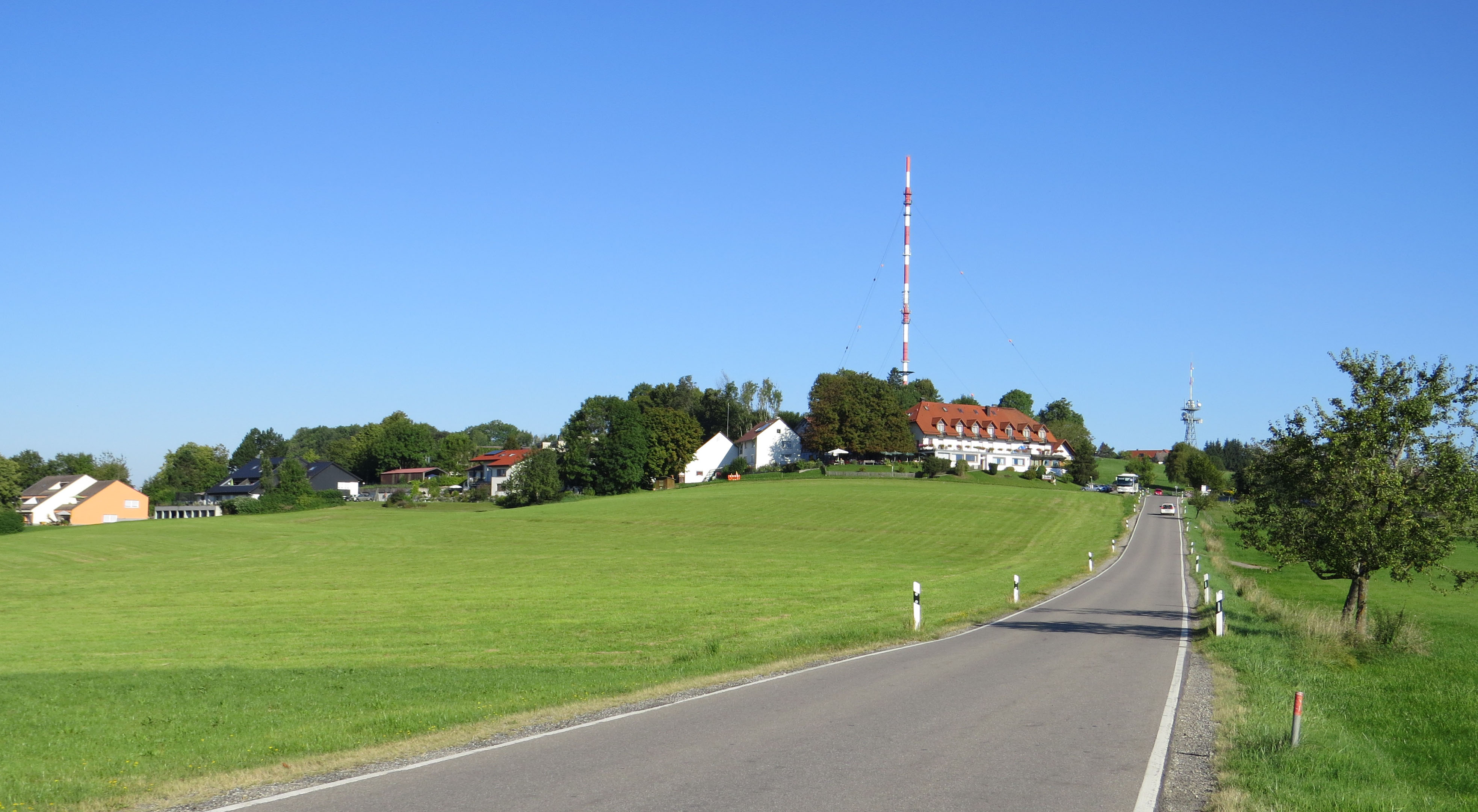
Höchsten mit Berggasthof von Süden

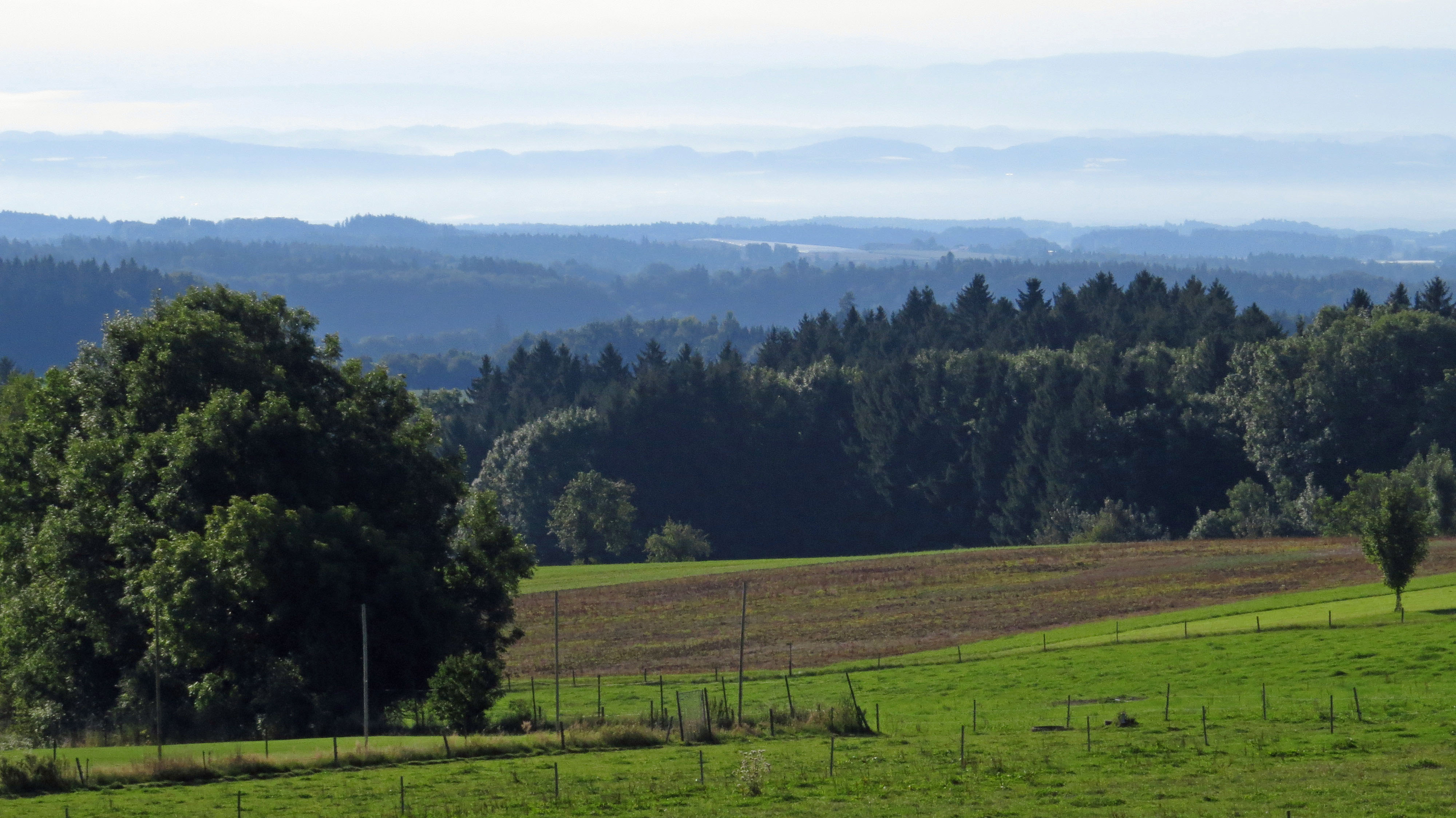
Blick von Oberhomberg zum Bodensee

#### Kirchen und Kapellen
Auf dem Gemeindegebiet gibt es sieben Kirchen und fünf Kapellen:
- Deggenhausen: Kirche St. Blasius, erbaut um 1736, erweitert 1880[10]
- Deggenhausen: Kapelle „Zu den sieben Schmerzen Mariens“
- Lellwangen: Kirche St. Martin, erbaut 1878–1880 im Stil der Neuromanik, mit Madonnenfigur (16. Jahrhundert)
- Limpach: Kirche St. Georg, spätgotisch, mehrfach umgebaut, mit der Ulmer Syrlin-Werkstatt zugeschriebenen spätgotischen Plastiken, einem barocken Chorgestühl von 1720 und neugotischen Altären von Theodor Schnell d. Ä. (1907)
- Mennwangen: Wendelinskapelle
- Oberhomberg: Kirche St. Johannes, spätgotisch, erweitert 1968–1969, mit Madonnenfigur (16. Jahrhundert), Kreuzweg vor Bodenseepanorama von Clemens Hillebrand 2000
- Obersiggingen: Kapelle St. Peter und Paul
- Roggenbeuren: Kirche St. Verena, spätgotisch (um 1514) mit romanischem Torbogen und historistischer Ausstattung (u. a. neugotischer Hochaltar)
- Untersiggingen: Kirche Maria Königin, erbaut 1961–1962 mit Chorwandbehang „Te Deum“ von Inge Klawiter
- Urnau: Dreikönigs-Kirche, erbaut um 1530, erweitert 1906 im Stil des Neubarock[11]
- Wendlingen: Leonhardskapelle, aus dem 11. Jahrhundert
- Wittenhofen: St.-Gallus-Kapelle

#### Weitere Bauwerke
- Der Gehrenbergturm steht auf dem Gemeindegebiet, gehört aber der Stadt Markdorf.
- Das Jagdhaus am Krauchen, oberhalb von Obersiggingen.[2]
- Burg Falkenhalden, eine abgegangene, wahrscheinlich hochmittelalterliche Burg
- Der Schlossbühl Limpach ist der Burgstall einer mittelalterlichen Burg.

### Sport
Die Gemeinde verfügt über ein Hallenbad mit Saunabereich, ein großes, gut ausgeschildertes Wanderwegenetz, Angel- und Reitmöglichkeiten, Tennisplätze, Golfplatz, Langlaufloipen und eine Sporthalle.
Auf dem Gemeindegebiet befand sich der Stoppomat, die erste permanente Anlage für Rad-Bergzeitfahren in Deutschland. Die Anlage befand sich am Höchsten, der mit 833 m ü. NN die höchste Erhebung im Bodenseekreis ist. Das Starthaus stand auf 499 m Höhe, die Zielsäule auf 830 m auf dem Gipfel des Berges. Von 2006 bis 2012 fand hier das Radrennen Lightweight Uphill statt, 2011 erstmals als Deutsche Meisterschaft Berg. Der Bund Deutscher Radfahrer veranstaltete von 2011 bis 2012 die Titelaustragung. 2021 wurde die Anlage abgebaut.
Der heimische Fußballverein ist der SV Deggenhausertal. Der Verein tritt mit jeweils drei Herren und drei Frauenmannschaften im Ligabetrieb an.

### Regelmäßige Veranstaltungen
Traditionsfeste der Vereine sind zum Beispiel der Maitanz, die Halloween-Party, der Pappnasenball oder das Bockbierfest. Am Nikolausmarkt, der traditionell am ersten Adventswochenende in Wittenhofen stattfindet, präsentieren sich viele der über 50 Vereine. Dazu kommen noch Veranstaltungen der drei großen Musikvereine im Tal (Deggenhausen-Lellwangen, Roggenbeuren und Homberg-Limpach).

## Wirtschaft und Infrastruktur
Das Ortsbild ist bis heute stark landwirtschaftlich geprägt. Ansonsten profiliert sich die Gemeinde heute vor allem im Tourismus als Erholungsort und für Ferien auf dem Bauernhof. Es wurden jedoch auch eine Reihe von Gewerbegebieten ausgewiesen, die heute einige mittelständische Handwerks-, Handels- und Dienstleistungsunternehmen beherbergen.
In den vergangenen Jahren haben sich zahlreiche gewerbliche Betriebe im verarbeitenden Gewerbe sowie in Industrie und Handwerk etabliert. Es sind derzeit mehr als 750 sozialversicherungspflichtig Beschäftigte gemeldet. Überregional bekannt ist die Firma Sonett GmbH, die ökologische Wasch- und Spülmittel produziert. Drei Industriegebiete beherbergen vorwiegend Zulieferbetriebe im Auto- und Maschinenbausektor.
In der Gemeinde Deggenhausertal gibt es 150 Kleinbrenner (Stand: Dezember 2011).

### Verkehr
Deggenhausertal besitzt keinen Bahnanschluss. Die Ortsteile der Gemeinde sind aber mit Buslinien u. a. mit Markdorf, Salem und Wilhelmsdorf verbunden und gehört dem Bodensee-Oberschwaben Verkehrsverbund (bodo) an.
Die Gemeinde liegt an den Landesstraßen L 204 und L 207 sowie der Kreisstraße K 7744. Die Gemeindestraße aus dem Tal am Lehenhof vorbei auf den Höchsten ist eine der wenigen Straßen, an denen ein Warnschild auf die Steigung von 30 % hinweist.
Durch Roggenbeuren und an Urnau vorbei führt der Oberschwaben-Allgäu-Radweg. Er ist eine Rundstrecke über Ulm und Tettnang. Er verbindet die Gemeinde mit Markdorf und in der anderen Richtung mit Wilhelmsdorf.

### Tourismus
Durch das Gemeindegebiet verläuft die vierte Etappe des Jubiläumswegs, ein 111 Kilometer langer Wanderweg, der 1998 zum 25-jährigen Bestehen des Bodenseekreises ausgeschildert wurde. Er führt über sechs Etappen durch das Hinterland des Bodensees von Kressbronn über Neukirch, Meckenbeuren, Markdorf, Heiligenberg und Owingen nach Überlingen. Der Franziskusweg bei Wittenhofen ist ein gut begehbarer sechs Kilometer langer Wanderweg durch Deggenhausertal mit leichten Steigungen.
Durch die geringe Steigung der Landstraße durch das Deggenhauser Tal ist die Gemeinde auch für den Fahrradtourismus interessant, denn so erreicht man relativ mühelos die Höhen des oberen Linzgaus (z. B. Heiligenberg).

### Öffentliche Einrichtungen
Zu den öffentlichen Einrichtungen zählt unter anderem die Jugendmediathek. Im Ortsteil Wittenhofen steht die Alfons-Schmidmeister-Halle.
Die Camphill Dorfgemeinschaft Lehenhof (nördlich von Deggenhausen, am Westhang des Höchsten) ist eine 1964 gegründete sozialtherapeutische Dorfgemeinschaft, in der heute über 300 Menschen in mehr als 20 Hausgemeinschaften und Werkstätten, einem Kulturzentrum, Landwirtschaft, Käserei, Weberei, Arztpraxis und Therapieräumen leben und arbeiten. Ein Laden verkauft biologische Waren, die Bäckerei wurde bereits zweimal vom Magazin Der Feinschmecker als „eine der besten Bäckereien Deutschlands“ ausgezeichnet. Die Gärtnerei, die seit 1967 fester Bestandteil des Lehenhofs ist, hat 1400 Quadratmeter Anbaufläche unter Glas und vier Hektar Freilandfläche. Sie wurde von Anfang an biologisch dynamisch bewirtschaftet. Insgesamt werden am Lehenhof rund 90 Hektar Wohn- und Nutzfläche durch Menschen mit und ohne Behinderung bewirtschaftet. Es gibt sogar einen kleinen Urnenfriedhof.

### Bildung
Deggenhausertal verfügt über eine Grundschule im Ortsteil Wittenhofen sowie drei kommunale (Untersiggingen, Deggenhausen und Limpach) und einen privaten Waldorf-Vereins- (Untersiggingen) Kindergarten, sowie ein Kinderhaus mit Kleinkindbetreuung für Kinder ab 11 Monaten.

## Söhne und Töchter der Gemeinde
- Karl Flesch (1874–1945), Arzt auf der Insel Reichenau und Dichter, geboren in Deggenhausen
- Robert Leiber (1887–1967), Jesuit, Professor für Kirchengeschichte an der Päpstlichen Universität Gregoriana in Rom und persönlicher Vertrauter von Papst Pius XII.